# Bembidion alaskense
Bembidion alaskense är en skalbaggsart som beskrevs av Carl Hildebrand Lindroth. Bembidion alaskense ingår i släktet Bembidion och familjen jordlöpare. Inga underarter finns listade i Catalogue of Life.